# سیپزی (آلاباما)
سیپزی (به انگلیسی: Sipsey) شهری در شهرستان واکر ایالت آلاباما است که مساحت آن ۱٫۲۵ کیلومتر مربع است و در سرشماری سال ۲۰۱۰ میلادی، ۴۳۷ نفر جمعیت داشته و تراکم جمعیتی آن، ۳۴۹٫۶ نفر در هر کیلومتر مربع بوده است.